# Famille Queffélec
Cette page présente le nom de famille Queffélec ainsi que ses variantes.
La famille Queffélec est une famille d'origine bretonne,.

## Personnalités
- Joseph Queffélec (1869-1916) épouse Henriette Guyader (1878-1947)
  - Henri Queffélec (1910-1992), écrivain et scénariste, épouse Yvonne Pénau (1910-1970)
    - Anne Queffélec (1948), pianiste, épouse Luc Dehaene
      - Gaspard Dehaene (1987), pianiste

    - Yann Queffélec (1949), écrivain
    - Hervé Queffélec, mathématicien[3].
    - Tanguy Queffélec, auteur sous le nom de plume Tanguy Le Cléguer[3].